# Hornau (Kelkheim)
Hornau est l’un des six districts de Kelkheim (Taunus) dans l’arrondissement de Main-Taunus en Allemagne.  
Il est le quatrième plus grand district de Kelkheim avec environ 4 200 habitants.